# セオドライト
セオドライト(theodolite)は水平面、垂直面における角度を測定するための精密光学計器である。

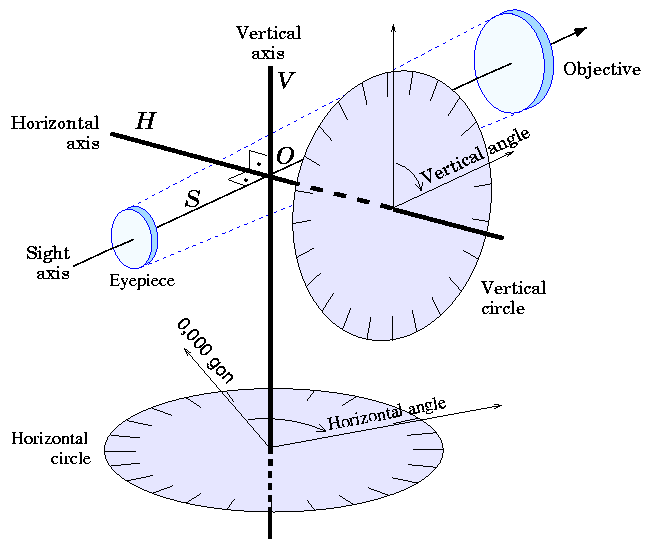
セオドライトの原理

## 概要
整準盤(水平調整器)の上で直交する水平軸と鉛直軸の２軸により保持された望遠鏡、測量基準点の垂直上に器械を据え付けるための求心望遠鏡、２軸の角度を表示する部分などから構成されている。用途、基本的な原理や構造はトランシット (transit)と同じあり、望遠鏡によって視準した2つの目標間の鉛直角度と水平角度を表示する。 
角度の表示には、軸に直結した分度盤目盛を固定された副尺目盛で読み取るバーニヤ式、バーニヤ式を望遠鏡視野内に表示する光学式、精密分度盤に印字された数値を光学的に拡大して表示するマイクロメーター式、液晶ディスプレーに水平角度と鉛直角度を同時に数字表示するデジタル式(電子式)などがあり、現在、日本で製造されるものはデジタル式が主流になっている。 

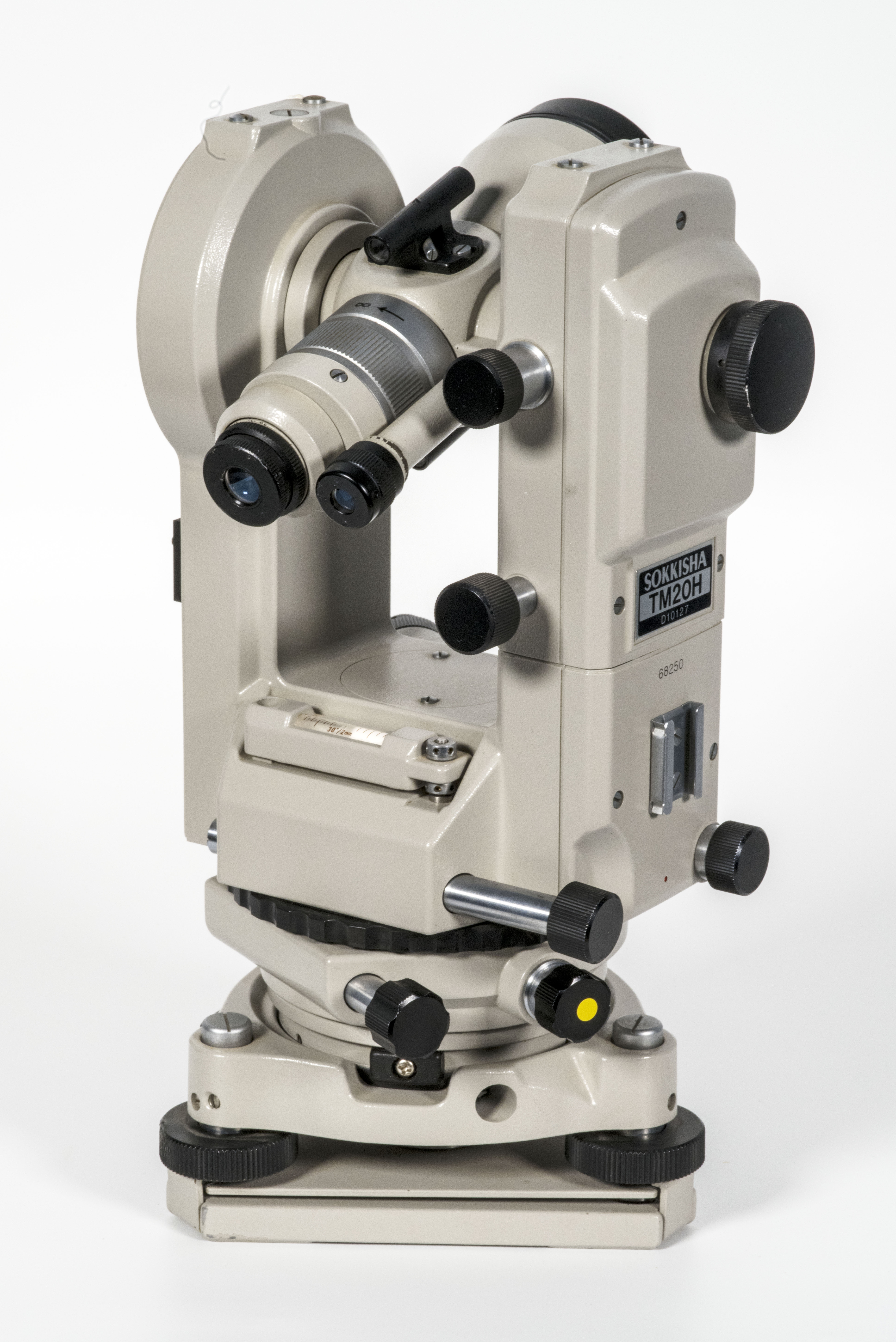
マイクロメーター式セオドライト

初期のものは、ヨーロッパで「セオドライト」と称呼されていて、望遠鏡は精度を重んじて数十度起伏するのみで水平回転しないものであった。日本ではこれを訳して「経緯儀」と称呼していたが、アメリカで精度よりも使い易さを重視して望遠鏡が水平回転するものが作られるようになり、これをトランシットと称呼するようになった。その後、製造技術が進歩してセオドライトもトランシットも360°水平回転するものが一般的になった。日本では過去に、比較的に低精度で安価な機種または、角度をバーニヤ読みするものを「トランシット」、比較的に高精度な機種または、角度をマイクロメーター読みするものを「セオドライト」と称呼する向きもあったが、現在ではISO 17123-3 でも “theodolite” という語が当てられており、公共測量に係る作業規程の準則（平成20年国土交通省告示第413号）においても“セオドライト”という呼称が用いられている。

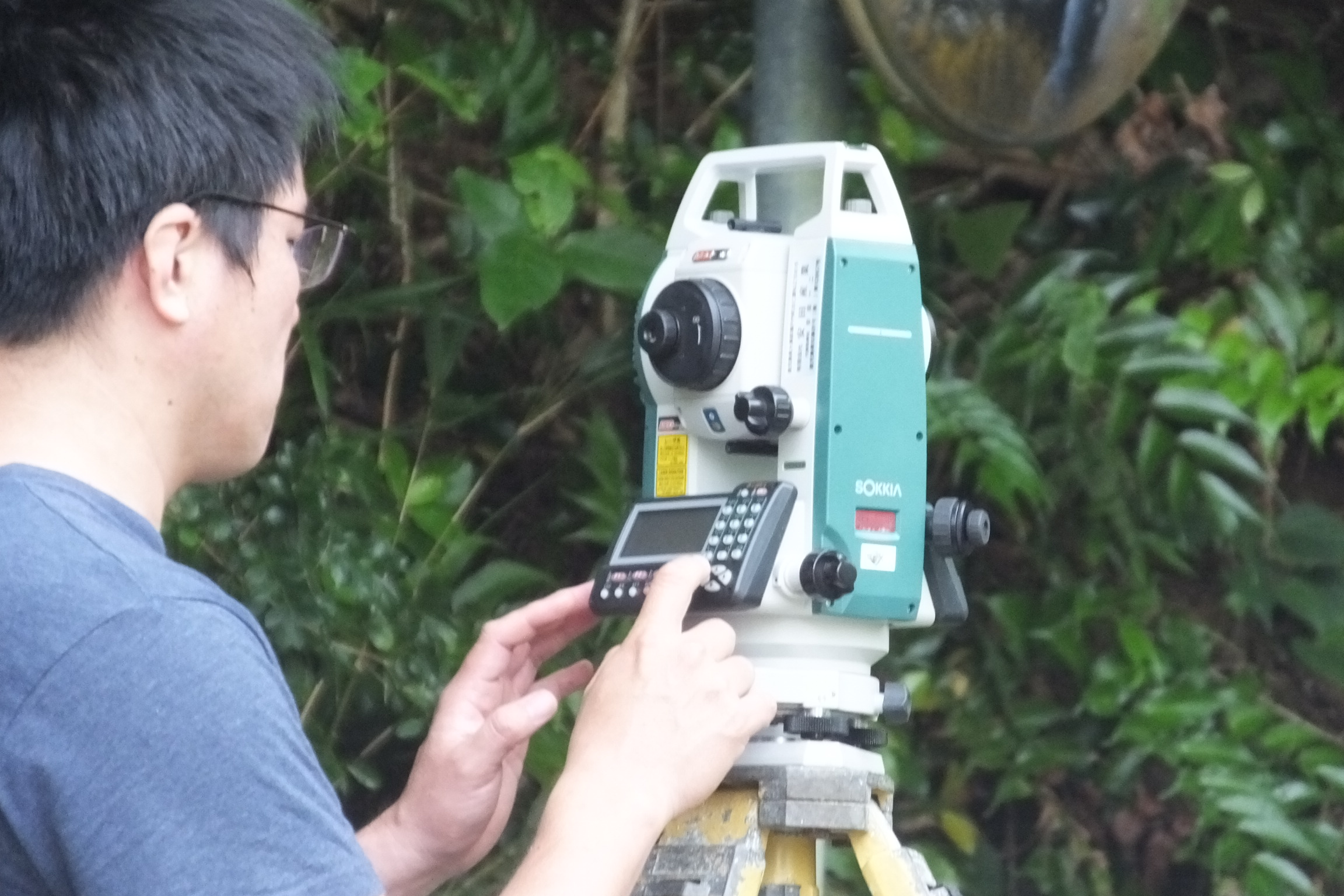
使用中の最新式トプコン製セオドライト（ ソキアノンプリズム トータルステーション Series50RX 2010）

1990年頃からは、望遠鏡で視準した点に向けて可視光レーザーを照射して、一人で墨出しや丁張設置作業が出来る機種、光波測距儀を内蔵して1000メートル程度以下の距離測定や比高測定も可能な機種が発売されており、トータルステーションに近い機能を有しているが、トータルステーションよりは精度が低く、自動視準のほか遠隔操作や計測データ転送機能は有しておらず、取り扱いが簡単で価格も安いので、比較的に小規模な土木現場や建築現場で多用されている。
望遠鏡倍率は、日本製では30倍が一般的であるが、測距機能を有する機種や性能的に50メートル程度以下の短距離で用いられることが多い可視光レーザー照射機能を搭載したものでは26倍が多い。